# Copa de Rumania de balonmano
La Copa de Rumania de balonmano es la segunda competición en importancia en el balonmano masculino rumano.

## Palmarés
- 1978: Minaur Baia Mare
- 1979: Dinamo Bucarest
- 1980: No se disputó
- 1981: CSA Steaua Bucarest
- 1982: Dinamo Bucarest (2)
- 1983: Minaur Baia Mare (2)
- 1984: Minaur Baia Mare (3)
- 1985: CSA Steaua Bucarest (2)
- 1986: SCM Politehnica Timișoara
- 1987: No se disputó
- 1988: Dinamo Bucarest (3)
- 1989: Minaur Baia Mare (4)
- 1990: CSA Steaua Bucarest (3)
- 1991: Universitatea Craiova
- 1992-96: No se disputó
- 1997: CSA Steaua Bucarest (4)
- 1998: No se disputó
- 1999: Minaur Baia Mare (5)
- 2000: CSA Steaua Bucarest (5)
- 2001: CSA Steaua Bucarest (6)
- 2002: Fibrex Săvinești
- 2003: Fibrex Săvinești (2)
- 2004: Fibrex Săvinești (3)
- 2005: No se disputó
- 2006: HC Dobrogea Sud Constanța
- 2007: CSA Steaua Bucarest (7)
- 2008: CSA Steaua Bucarest (8)
- 2009: CSA Steaua Bucarest (9)
- 2010: CS UCM Reșița
- 2011: HC Dobrogea Sud Constanța (2)
- 2012: HC Dobrogea Sud Constanța (3)
- 2013: HC Dobrogea Sud Constanța (4)
- 2014: HC Dobrogea Sud Constanța (5)
- 2015: Minaur Baia Mare (6)
- 2016: CSM București
- 2017: Dinamo Bucarest (4)
- 2018: HC Dobrogea Sud Constanța (6)
- 2019: SCM Politehnica Timișoara (2)
- 2020: Dinamo Bucarest (5)
- 2021: Dinamo Bucarest (6)
- 2022: Dinamo Bucarest (7)
- 2023: HC Dobrogea Sud Constanța (6)
- 2024: Dinamo Bucarest (8)